# Antoine Raugel
Antoine Raugel (Straatsburg, 14 februari 1999) is een Franse wielrenner.

## Carrière
Na in 2021 actief geweest te zijn voor de opleidingsploeg van Groupama-FDJ werd Raugel in 2022 beroepsrenner bij AG2R-Citroën. In zijn debuutseizoen bij de beroepsrenners mocht Raugel starten in de Ronde van Spanje als vervanger van de met COVID-19 besmette Dorian Godon. Na twee seizoen bij de beroepsrenners, zette Raugel in 2024 een stap terug en ging koersen voor VC Villefranche Beaujolais.

## Overwinningen
2017
 Frans kampioenschap bij de junioren op de weg

## Resultaten in voornaamste wedstrijden
| Jaar | Ronde van Italië | Ronde van Frankrijk | Ronde van Spanje |
| ---- | ---------------- | ------------------- | ---------------- |
| 2022 |                  |                     | 115e             |
| 2023 |                  |                     |                  |

| Jaar | Gent-Wevelgem | Parijs-Roubaix | Parijs-Tours |
| ---- | ------------- | -------------- | ------------ |
| 2022 | 85e           | 95e            | 107e         |
| 2023 |               | 90e            |              |

## Ploegen
- 2021 –  Equipe continentale Groupama-FDJ
- 2022 –  AG2R-Citroën
- 2023 –  AG2R-Citroën
- 2024 –  VC Villefranche Beaujolais

Berthet · Bouchard · Calmejane · Champoussin · Cherel · Cosnefroy · Dewulf · Gall · Godon · Hänninen ·  Jullien · Jungels · Lapeira · L. Naesen · O. Naesen · O'Connor · A. Paret-Peintre · V. Paret-Peintre · Peters · Prodhomme · Raugel · Retailleau (vanaf 1/8) · Sarreau · Schär · Touzé · Van Avermaet · Van Hoecke · Vendrame · Venturini · Warbasse · Delphis (stagiair) · Gautherat (stagiair) · Tronchon (stagiair)
Baudin · Berthet · Bonnamour · Bouchard · Cherel · Cosnefroy · Dewulf · Gall · Gautherat · Godon · Hänninen · Labrosse (Vanaf 1/8) ·  Lapeira · L. Naesen · O. Naesen · O'Connor · A. Paret-Peintre · V. Paret-Peintre · Peters · Prodhomme · Raugel · Retailleau · Sarreau · Schär · Touzé · Tronchon · Van Avermaet · Vendrame · Venturini · Warbasse · Chaussinand (stagiair) · Veistroffer (stagiair) · Verschuren (stagiair)